# سليم ودستة حريم (مسلسل)
سليم ودستة حريم مسلسل سعودي عرض على mbc1 مسلسل كوميدي يتحدث عن شخص سعودي يتزوج من أربعة نساء من دول مختلفة.

## قصة المسلسل
يدور مسلسل «سليم ودستة حريم» حول رجل سعودي في منتصف العمر، يعيش وسط 12 أنثى، بينهن 4 زوجات من جنسيات مختلفة: السعودية واللبنانية والمصرية والأمريكية، وبناته منهن اللاتي تنقسم كل منهن بين جنسية الوالد وجنسية الأم بشكل ينتج عنه كثير من المواقف المضحكة، التي لا تخلو من دروس مستفادة. 
ومع بدء الأحداث تشهد حلقات المسلسل مواقف طريفة وساخنة في وقت واحد، لا سيما في ضوء اشتداد الصراع بين زوجات وبنات حسن عسيري من جهة، وارتفاع وتيرة الإسقاطات التي تستهدف قضايا متنوعة من جهة أخرى، كاختزال النفوذ الأمريكي في إحدى زوجات العسيري، وهي الأمريكية التي ضمها إلى «دستة» النساء في منزله.

## اسرة المسلسل
- حسن عسيري
- حبيب الحبيب
- عمر الديني
- منى شداد
- عبير أحمد
- ميسون الرويلي
- دارين حمزة
- سحر خليل
- عبد الله السناني
- أليسون ولفورد
- نرمين ماهر
- طارق أبو جودة
- علي التميمي